# Захватов, Сергей Иванович
Сергей Иванович Захватов (29 сентября 1918, Челябинск, Оренбургская губерния — 29 декабря 1986, Челябинск) — советский игрок в хоккей с мячом и хоккей с шайбой и хоккейный тренер.

## Биография
Сергей Иванович Захватов родился 29 сентября 1918 года в городе Челябинске Оренбургской губернии, которая была под контролем белогвардейского Российского государства, ныне город — административный центр Челябинской области.
В 1936-47 играл в составе челябинского ЧТЗ в хоккей с мячом.
С сезона 1946/47 года стал играть в хоккей с шайбой в составе челябинского «Дзержинца». За 7 сезонов провёл около 100 игр, забросил 19 шайб.
С 1954 года — главный тренер ХК «Трактора» (до 1958 года — «Авангард», ранее «Дзержинец»). Под руководством С. И. Захватова «Авангард» трижды входил в пятерку лучших команд СССР.
На зимних студенческих играх 1956 года был вторым тренером сборной СССР, ставшей чемпионом.
22 октября 1957 года удостоен звания заслуженный тренер СССР.
С 1962 года до ухода на пенсию в 1978 году — председатель СК «Восход».
Сергей Иванович Захватов скончался 29 декабря 1986 года. Похоронен на Сухомесовском кладбище Ленинского района города Челябинска Челябинской области.
В 2004 году включён в Зал славы отечественного хоккея.